# Puchar Rumunii w piłce siatkowej mężczyzn (2021/2022)
Puchar Rumunii w piłce siatkowej mężczyzn 2021/2022 (rum. Cupa României la volei masculin 2021/2022) – rozgrywki o siatkarski Puchar Rumunii zorganizowane przez Rumuński Związek Piłki Siatkowej (Federației Române de Volei, FRVolei). Zainaugurowane zostały 13 października 2021 roku.
W zawodach uczestniczyło 12 drużyn z najwyższej dywizji (Divizia A1). Rozgrywki składały się z 1/8 finału, ćwierćfinałów oraz turnieju finałowego. We wszystkich fazach rywalizacja toczyła się systemem pucharowym, z tym że w 1/8 finału i ćwierćfinałach o awansie decydował dwumecz.
Turniej finałowy odbył się w dniach 12-13 marca 2022 roku w hali sportowej "Dumitru Popescu Colibași" (Sala Sporturilor "Dumitru Popescu Colibași") w Braszowie. W ramach turnieju finałowego rozegrano półfinały i finał.
Po raz drugi Puchar Rumunii zdobył klub CSM Arcada Galați, w finale pokonując klub Steaua Bukareszt.

## System rozgrywek
Rozgrywki o Puchar Rumunii w sezonie 2021/2022 składały się z 1/8 finału, ćwierćfinałów oraz turnieju finałowego, w ramach którego rozegrano półfinały i finał. We wszystkich rundach rywalizacja toczyła się w systemie pucharowym.
W 1/8 finału uczestniczyły zespoły, które w sezonie 2020/2021 w najwyższej klasie rozgrywkowej (Divizia A1) zajęły miejsca 5-10 oraz dwie drużyny, które awansowały do najwyższej dywizji. Kluby, które sezon 2020/2021 w dywizji A1 zakończyły na miejscach 1-4, udział w rozgrywkach rozpoczynały od ćwierćfinałów.
W 1/8 finału i w ćwierćfinałach drużyny w ramach pary rozgrywały dwumecze. O awansie decydowała kolejno liczba zdobytych punktów, liczba wygranych setów oraz liczba zdobytych małych punktów. Jeżeli powyższe kryteria nie wyłoniły zwycięzcy, rozgrywany był tzw. złoty set grany do 15 punktów z dwoma punktami przewagi jednej z drużyn.

## Drużyny uczestniczące
| Divizia A1 (12 drużyn)      | Divizia A1 (12 drużyn) |
| --------------------------- | ---------------------- |
| CSM Arcada Galați           | zwycięstwo             |
| CSS CNE LAPI Dej–SCM Zalău  | półfinał               |
| Dinamo Bukareszt            | ćwierćfinał            |
| Olimpia Titanii             | ćwierćfinał            |
| Rapid Bukareszt             | 1/8 finału             |
| SCMU Craiova                | półfinał               |
| Steaua Bukareszt            | finał                  |
| CSU Știința București       | ćwierćfinał            |
| Știința Explorări Baia Mare | ćwierćfinał            |
| Unirea Dej                  | 1/8 finału             |
| Universitatea Cluj          | 1/8 finału             |
| CS UV Timișoara             | 1/8 finału             |

## Rozgrywki

### 1/8 finału
|  | Unirea Dej | 2 – 6 | CSU Știința București |  |

| 13.10.2021 14:00 (UTC+3) | CSU Știința București | 3:0 (25:13, 25:22, 25:12) | Unirea Dej | Arena Romsilva Știința București, Bukareszt Widzów: 20 Sędziowie: Marius Ștefureac i Robert Toader |

| 20.10.2021 14:00 (UTC+3) | Unirea Dej | 2:3 (25:22, 22:25, 26:24, 18:25, 9:15) | CSU Știința București | Sala Sporturilor, Dej Widzów: 50 Sędziowie: Cristian Botezatu i Rareș Puni |

|  | Universitatea Cluj | 1 – 6 | Olimpia Titanii |  |

| 13.10.2021 18:00 (UTC+3) | Universitatea Cluj | 0:3 (20:25, 15:25, 18:25) | Olimpia Titanii | Sala Sporturilor "Horia Demian", Kluż-Napoka Widzów: 50 Sędziowie: Cristian Serei i Sebastian-Ovidiu Borota |

| 20.10.2021 17:00 (UTC+3) | Olimpia Titanii | 3:1 (25:13, 25:23, 30:32, 25:19) | Universitatea Cluj | Sala Olimpia, Bukareszt Widzów: 10 Sędziowie: Darius Meşca i Robert Toader |

|  | Știința Explorări Baia Mare | 6 – 0 | CS UV Timișoara |  |

| 14.10.2021 17:30 (UTC+3) | CS UV Timișoara | 0:3 (18:25, 20:25, 22:25) | Știința Explorări Baia Mare | Sala Universității de Vest, Timișoara Widzów: 50 Sędziowie: Cristian Dumitrescu i Marius Șanta |

| 20.10.2021 15:00 (UTC+3) | Știința Explorări Baia Mare | 3:0 (25:15, 25:16, 25:15) | CS UV Timișoara | Sala Sporturilor "Lascăr Pană", Baia Mare Widzów: 50 Sędziowie: Cristian Șanta i Andrei Savu |

|  | Dinamo Bukareszt | 6 – 0 | Rapid Bukareszt |  |

| 13.10.2021 19:00 (UTC+3) | Rapid Bukareszt | 0:3 (22:25, 12:25, 15:25) | Dinamo Bukareszt | Sala Polivalentă Rapid, Bukareszt Widzów: 20 Sędziowie: Mihai Coman i Dan Andrei |

| 20.10.2021 15:30 (UTC+3) | Dinamo Bukareszt | 3:0 (25:15, 25:17, 25:16) | Rapid Bukareszt | Sala Polivalentă Dinamo, Bukareszt Widzów: 50 Sędziowie: Georgiana Gurguiatu i Florin Dragomir |

### Ćwierćfinały
|  | CSS CNE LAPI Dej–SCM Zalău | 5 – 3 | Știința Explorări Baia Mare |  |

| 23.11.2021 18:00 (UTC+2) | CSS CNE LAPI Dej–SCM Zalău | 3:0 (29:27, 25:21, 26:24) | Știința Explorări Baia Mare | Sala Sporturilor "Gheorghe Tadici", Zalău Sędziowie: Nicolae Cristea i Mircea Rus |

| 19.01.2022 16:00 (UTC+2) | Știința Explorări Baia Mare | 3:2 (24:26, 25:11, 25:20, 21:25, 15:9) | CSS CNE LAPI Dej–SCM Zalău | Sala Sporturilor "Lascăr Pană", Baia Mare Widzów: 50 Sędziowie: Cristian Șanta i Marius Șanta |

|  | Steaua Bukareszt | 6 – 1 | Olimpia Titanii |  |

| 08.01.2022 17:00 (UTC+2) | Olimpia Titanii | 1:3 (27:25, 22:25, 18:25, 20:25) | Steaua Bukareszt | Sala Olimpia, Bukareszt Sędziowie: Alexandru Prodana i Cosmin Tudorache |

| 23.02.2022 17:00 (UTC+2) | Steaua Bukareszt | 3:0 (25:13, 25:19, 25:16) | Olimpia Titanii | Sala "Mihai Viteazul", Bukareszt Widzów: 50 Sędziowie: Alexandru Prodana i Alin Mateizer |

|  | SCMU Craiova | 6 – 1 | CSU Știința București |  |

| 24.11.2021 18:00 (UTC+2) | SCMU Craiova | 3:0 (25:15, 25:12, 25:19) | CSU Știința București | Sala Polivalentă, Krajowa Sędziowie: George Grădinaru i Valentin Besoi |

| 16.01.2022 16:30 (UTC+2) | CSU Știința București | 1:3 (25:19, 13:25, 16:25, 17:25) | SCMU Craiova | Sala Polivalentă, Krajowa Widzów: 70 Sędziowie: George Grădinaru i Bogdan Stoica |

|  | CSM Arcada Galați | 6 – 1 | Dinamo Bukareszt |  |

| 09.01.2022 18:30 (UTC+2) | Dinamo Bukareszt | 1:3 (18:25, 18:25, 25:18, 19:25) | CSM Arcada Galați | Sala Polivalentă Dinamo, Bukareszt Widzów: 180 Sędziowie: Darius Meşca i Bogdan Stoica |

| 23.02.2022 18:00 (UTC+2) | CSM Arcada Galați | 3:0 (31:29, 25:23, 27:25) | Dinamo Bukareszt | Sala Sporturilor "Dunărea", Gałacz Widzów: 250 Sędziowie: Valentin Besoi i Mihai Coman |

### Turniej finałowy

#### Półfinały
| 12.03.2022 15:00 (UTC+2) | CSS CNE LAPI Dej–SCM Zalău | 0:3 (24:26, 24:26, 17:25) | Steaua Bukareszt | Sala Sporturilor "Dumitru Popescu Colibași", Braszów Widzów: 400 Sędziowie: Alin Mateizer i Paul Szabo-Alexi |

| 12.03.2022 18:00 (UTC+2) | SCMU Craiova | 1:3 (25:22, 20:25, 14:25, 25:27) | CSM Arcada Galați | Sala Sporturilor "Dumitru Popescu Colibași", Braszów Widzów: 600 Sędziowie: Bogdan Stoica i Mihai Coman |

#### Finał
| 13.03.2022 19:00 (UTC+2) | Steaua Bukareszt | 0:3 (19:25, 21:25, 23:25) | CSM Arcada Galați | Sala Sporturilor "Dumitru Popescu Colibași", Braszów Widzów: 1000 Sędziowie: Paul Szabo-Alexi i Bogdan Stoica |